# Nimbatus
Nimbatus – The Space Drone Constructor ist ein Action-Simulationsspiel des Zürcher Entwicklers Stray Fawn Studio. Es wurde am 14. Mai 2020 für Windows, Linux und macOS publiziert. Der Titel wurde mehrfach ausgezeichnet und hat sich über 22'000 Mal verkauft.

## Spielinhalt
Als Kapitän der Nimbatus – der größten mobilen Drohnenfabrik aller Zeiten – hat der Spieler die Mission, so viele Informationen über das Universum zu erhalten wie nur möglich und dessen Enden zu erreichen. Der Spieler muss Aufgaben in Zusammenhang mit neuen Entdeckungen, Bevölkerungskontrollen und Umweltkatastrophen erfüllen. Um sich vor unerforschten Bedrohungen zu schützen, muss der Spieler seine Forschung vorantreiben und mit Technologien experimentieren. Ebenso können im Game verschiedene Einzelteile gesammelt, aus denen dann bessere Drohnen gebaut werden können. Im Game gibt es viele verschiedene Einzelteile, die zu sammeln sind. Diese Vielfalt soll verhindern, dass das Spiel langweilig wird.

## Entwicklung
Nimbatus begann als Ein-Mann-Projekt des Schweizer Informatikers Micha Stettler. Der Titel sollte ursprünglich innerhalb eines Jahres fertig sein, schaffte es aber erst nach sechs Jahren in die Early-Access-Phase. Während Stettler programmierte, versuchte er sich parallel am Marketing des Spiels, merkte jedoch bald, dass er dies nicht kann und suchte jemanden, der ihm dabei hilft. Durch Zufall traf er auf Philomena Schwab, die in dieser Zeit auch ein Spiel auf den Markt bringen wollte, aber noch einen Programmierer dafür suchte. So übernahm Schwab die Vermarktung von Nimbatus und Stettler programmierte gleichzeitig für ihr Spiel. Aus dieser Begegnung gründet sich später Stray Fawn Studio, inzwischen ein Unternehmen mit elf Mitarbeitern.
Mit einer Crowdfunding-Kampagne via Kickstarter wurden im März 2019 über 73'000 Franken zur weiteren Entwicklung gesammelt. Darüber hinaus wurde das Projekt von Pro Helvetia, einer öffentlich-rechtlichen Stiftung zur Förderung von Schweizer Kunst und Kultur, mit 50'000 Franken unterstützt. Die Veröffentlichung als Early-Access-Spiel auf Steam bescherte dem Unternehmen weitere 200'000 Franken aus 20'000 verkauften Exemplaren des Spiels innerhalb weniger Wochen.
Als Inspirationsquellen dienten Kerbal Space Program und FTL: Faster Than Light.

## Rezeption
Rock, Paper, Shotgun hebt den Sandbox-Modus hervor, in dem mit in der Einzelspielerkampagne freigeschalteten Inhalten und gelernten Spielmechaniken beliebig „herumgealbert“ werden kann. Und obwohl die freischaltbaren Gegenstände vor allem kosmetischer Natur sind, seien es diese „ausnahmsweise wirklich wert, dass man sich für sie anstrengt“. Weiterhin werden das prozedural generierte Universum, das simple Baukastenprinzip mit Potential für komplexe Konstruktionen, der Sound, die Grafik und ein ausbalanciertes Gameplay gelobt.
Nimbatus sei nicht sonderlich einsteigerfreundlich, berge für Spieler, die bereit sind die nötige Zeit zu investieren jedoch umso größeres Potential. GamingOnLinux lobt die große Zahl an Kombinationsmöglichkeiten von Drohnenbauteilen. „Von riesigen Schiffen, die kleinere Schiffe bauen, bis hin zu mächtigen langen Würmern, die von allen Seiten Laser abschießen. Die Möglichkeiten sind riesig.“
God is a Geek resümiert „Das kreative Potenzial von Nimbatus - The Space Drone Constructor mag auf den ersten Blick ein wenig überwältigend erscheinen, macht aber unheimlich viel Spaß.“ und vergibt am Ende des Testberichts 8 von 10 Punkten. Insgesamt aggregiert OpenCritic auf Grundlage von vier Reviews zum Spiel 77 aus 100 erreichbaren Punkten und vergibt das Label „stark“.

### Verkaufszahlen
Die Crowdfunding-Kampagne für das Spiel fand über 2800 Unterstützer. Innerhalb der ersten Wochen nach Veröffentlichung der Early-Access-Version auf Steam hat sich Nimbatus über 20'000 Mal verkauft.

### Auszeichnungen
- Game Developers Conference 2018: „Best in Play“[13][14]
- Gewinner der GDC Pitch Competition 2018[15]
- Tencent Game Innovation Award 2018[16]
- Swiss Game Award 2020 des Schweizer Computerspiel-Entwickler-Verbandes[17]